# アラン・レイ

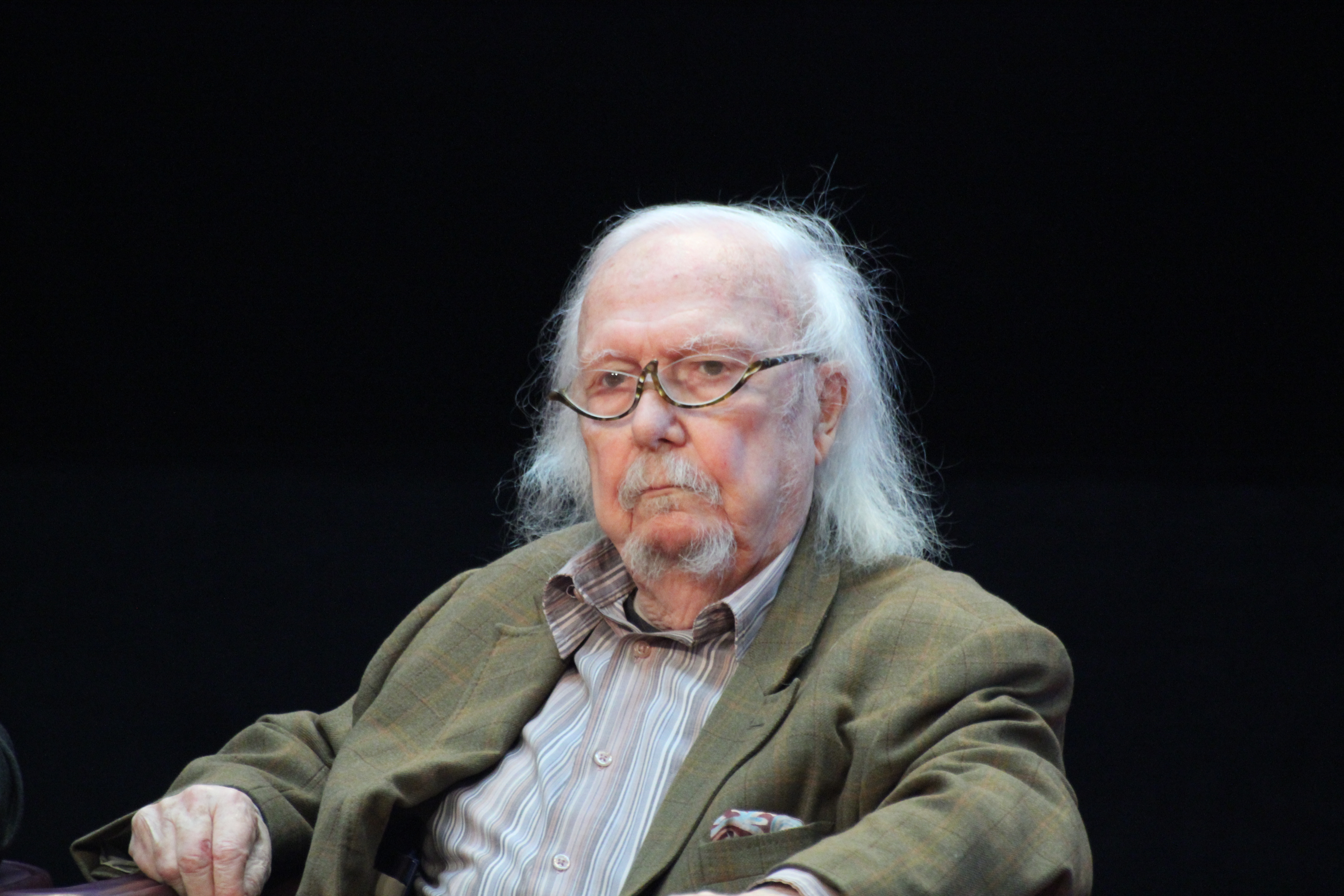
Alain Rey (2014).

アラン・レイ（Alain Rey、1928年8月30日  - 2020年10月28日）は、辞書編纂で著名なフランスの言語学者。『プティ・ロベールフランス語辞典』などのフランス語辞典を刊行している出版社ディクシオネール・ル・ロベール（fr:Dictionnaires Le Robert）で編集長を務める。
『ロベールフランス語辞典』ではヴェルラン（単語のシラブルの順序を変えるスラングの一種）や地方語法を辞書に積極的に採り入れるなど、変化してゆくフランス語を仔細に検討し、現代の言葉に血肉を与えようとする姿勢で知られている。

## 経歴
ポン＝デュ＝シャトー生まれ。ソルボンヌで政治学・文学・美術史を学んだ後、兵役でチュニジアへ赴く。この後にアルジェリアで生活していた折の1952年、辞書編纂のために言語学者を探していたポール・ロベールの求人広告に応えたのが契機となり、Dictionnaire alphabétique et analogiqueではロベールの右腕となって作業に携った。このころに同じチームで働いていたジョゼット・ドゥボヴ（fr:Josette Rey-Debove）と知遇を得、1954年に結婚。1964年に『ロベールフランス語辞典』Le Robertの第一版、続けて1967年には『プティ・ロベール』Le Petit Robertを世に送りだした。
以降、アラン・レイはロベール社が刊行する多くの辞書の編纂を行い、
- 『プティ・ロベール』（1967年）
- 『ミクロ・ロベール』Le Micro Robert
- 『プティ・ロベール固有名詞辞典』Le Petit Robert des noms propres（1974年）
- 『表現・熟語辞典』Dictionnaire des expressions et locutions（1979年）
- 『グラン・ロベールフランス語辞典』Le Grand Robert de la langue française（9巻、1985年）
- 『ヌーヴォー・プティ・ロベールフランス語辞典』Le Nouveau Petit Robert de la langue française（1993年）
- 『フランス語歴史辞典』Dictionnaire historique de la langue française（1992年）

を刊行した。2005年には『フランス語文化辞典』Dictionnaire culturel en langue françaiseを編纂している。この革新的な辞書では長期間の出版準備が行われ、レイに加えてジャック・ル・ゴフ、レジス・ドブレなどが参加している。
啓蒙にも熱心であり、多くのメディアに関わっている。1993年から2006年にかけては国営ラジオフランス・アンテールの午前の帯番組を締めくくるコラム「締めの言葉」Le mot de la finを担当していた。ここでは採り上げた語彙についてリベラルな政治観を織り交ぜつつ詳細な解説を行なっていたが、2006年の年度明けにはこれを退いている。聴衆はこれを番組の若返り人事であると受け取ったが、論調の軟化を狙った指導部の意向による解任ではないかとも囁かれた。2006年6月29日の最後の放送の題材は"salut"（挨拶・敬礼・「やあ」「またね」といった意味の語）であった。
2004年から2005年にかけては国営テレビフランス2の20時のニュースの後に『言葉のデモ』Démo des Motsというコラム番組を担当した。これはお金に関わる言葉について語源・変化・派生語などを解説するものであった。
2005年末には文化通信相よりコマンドゥール勲章（芸術文化勲章）を受勲。
2005年末にフランスで発表された「新創造論および精神主義の科学への浸透を警戒する呼びかけ」には賛同の署名を行なった。
2007年より、日曜日の朝のヨーロッパ1のロラン・バフィ（fr:Laurent Baffie）の番組に出演中。

## 著書
- Littré, l’humaniste et les mots, 1970
- La Lexicologie : Lectures, 1970
- Théories du signe et du sens, tomes 1 (1973) et 2 (1976)
- Le Lexique : Images et modèles, 1977
- Les Spectres de la bande, essai sur la BD, 1978
- Noms et notions : la terminologie - Que sais-je ?, 1979 et 1992
- Le Théâtre (avec Daniel Couty), 1980
- Encyclopédies et dictionnaires - Que sais-je ?, 1982
- Révolution, histoire d’un mot, 1989
- Le reveil-mots, 1998
- Des mots magiques, 2003
- À mots découverts, 2006
- Antoine Furetière : Un précurseur des Lumières sous Louis XIV, 2006
- Mille ans de langue française. Histoire d'une passion, Perrin, 2007
- L’amour du français : contre les puristes et autres censeurs de la langue, Denoël, 2007
- Miroirs du monde : une histoire de l'encyclopédisme, Fayard, 2007
- Lexi-com'. Tome 1, De Bravitude à Bling-Bling, Fayard, 2008.
- Le français : Une langue qui défie les siècles, coll. « Découvertes Gallimard » (nº 537), Paris: Gallimard, 2008.